# 昆仑马唐
昆仑马唐（学名：Digitaria stewartiana）为禾本科马唐属下的一个种。

## 扩展阅读
- 維基物種上的相關：昆仑马唐